# Monomma giganteum
Monomma giganteum is een keversoort uit de familie somberkevers (Zopheridae). De wetenschappelijke naam van de soort werd in 1845 gepubliceerd door Félix Édouard Guérin-Méneville.